# Pongsak Maneetong
Pongsak Maneetong (en thaï: พงษ์ศักดิ์ มณีทอง), né le 3 mai 1986 est un haltérophile thaïlandais.